# Killer Ridge
Killer Ridge är en bergstopp i Antarktis. Den ligger i Östantarktis. Nya Zeeland gör anspråk på området. Toppen på Killer Ridge är 1 200 meter över havet. Killer Ridge ingår i Gonville and Caius Range.
Terrängen runt Killer Ridge är kuperad norrut, men söderut är den bergig. Trakten är obefolkad. Det finns inga samhällen i närheten. 